# Lars Rekke
Sven Fredrik Lars Rekke, född 1944, är en svensk ämbetsman. 
Rekke, som är jurist, var opolitisk tjänsteman (förhandlingschef) vid dåvarande Industridepartementet innan han utsågs till socialdemokratisk statssekreterare hos Ingela Thalén på Socialdepartementet 1994-1996, hos Thage G. Peterson på Försvarsdepartementet 1996-1997 och hos Anders Sundström och Björn Rosengren på Näringsdepartementet 1997-2001. 
Rekke ledde under Sveriges EU-ordförandeskap 2001 ministerrådet för energi och industri och fungerade därmed i praktiken som Sveriges energiminister.[källa behövs] Därefter var han generaldirektör på Luftfartsverket 2001-2010. Han har varit regeringens förhandlare med uppdrag att säkra produktion av influensavaccin.
Rekke har även varit ordförande för AIK Fotbolls styrelse.